# L'amore secondo Nula
(Giuseppe Pederiali, L'amore secondo Nula, cap. 16, p. 127)
L'amore secondo Nula è un romanzo di Giuseppe Pederiali del 2012, ultimo pubblicato dall'autore quando era in vita.

## Trama
Nula è una cagnetta di razza Jack Russell terrier che vive alla periferia di Milano in casa della famiglia Ghedini, formata dai coniugi Filippo e Maria Carla e dalla figlia Maria Luce, detta Lula. I suoi padroni sono contenti perché è incinta per la prima volta e pensano di vendere a 1500 euro l'uno i cuccioli di razza pura che partorirà. Non sanno però che Nula si è accoppiata non con il cane della stessa razza scelto da loro, ma con Camillo, il cane meticcio del vicino di casa, Rodolfo Ventura. 
Dopo il parto scoprono l'inghippo e, dato che i cuccioli non hanno valore commerciale, Filippo se ne sbarazza. Nula, per ricercare i suoi piccoli, fugge di casa, ma vi fa ritorno poco dopo. Lula, che dei tre componenti della famiglia è la più legata alla cagnetta, decide di aiutarla nella ricerca, a costo di trascurare la scuola. In effetti, da studentessa modello che era una volta, il suo rendimento negli ultimi tempi ha avuto un declino: un po' perché i suoi insegnanti non hanno dimostrato di apprezzare la sua vena creativa e polemica, un po' perché, per finanziarsi, si è messa a smerciare foto che la ritraggono nuda, in parte o completamente, benché non in modo riconoscibile. Lula, accompagnata da Nula, fa il giro dei canili della città e, grazie ai numeri che trova sulle agende dei genitori, interroga l'amante della madre, una collega del padre giornalista e una prostituta intervistata da lui per un suo programma, ma invano.
Intanto, Rodolfo Ventura, che aveva venduto ai Ghedini la nuda proprietà della sua villetta, muore. I Ghedini trovano in casa sua duecentomila euro in contanti, ma si fa avanti un potenziale erede: si tratta di Stefano Linzi, un ragazzo che racconta di essere figlio del deceduto (concepito con la fecondazione artificiale) e si stabilisce nella villetta con la madre. Lula prova una certa simpatia per il ragazzo, ma Maria Carla, che vorrebbe che la figlia frequentasse un ambiente sociale superiore, la spinge a partecipare alla festa in casa d Gianmarco Ippoliti, un suo compagno di scuola, che quando gli altri invitati se ne sono andati le usa violenza.
Nei giorni successivi, Filippo e Maria Carla si rendono conto del disagio della figlia, ma pensano che sia dovuto al calo del rendimento scolastico e la costringono a vedere una psicologa, che rimane spiazzata da come la ragazza risponde alle sue domande. Incalzato da Lula, Filippo ammette di aver abbandonato un cestino coi cuccioli nel cortile del Castello Sforzesco, nella speranza che qualcuno li raccogliesse; i vigilanti però negano di averli notati.
Lo spaccio delle foto di nudo viene scoperto dai poliziotti, che danno una ramanzina a Lula prima di rimandarla a casa coi genitori. La ragazza si rende poi conto di essere rimasta incinta in seguito allo stupro, ma si rifiuta di fare il nome del colpevole. I suoi genitori vorrebbero farla abortire, ma Lula s'impunta per tenere il bambino.
Sempre alla ricerca dei cuccioli perduti, Lula si cala in un fossato del castello con Nula e imbocca una galleria, nella quale trova, insieme con dei gattini, anche tre cagnolini: sono i figli di Nula. Nasce poi il figlio di Lula, che chiama Davide; insieme si stabiliscono nella villetta di nonna Gabriella, accanto a nuovi e vecchi affetti.

## Personaggi

### Umani
- Filippo Ghedini: giornalista televisivo quarantaduenne, d'idee progressiste.
- Maria Carla coniugata Ghedini: moglie del precedente.
- Maria Luce Ghedini detta Lula: figlia sedicenne dei precedenti. Frequenta la seconda liceo e ha una passione per i vecchi film in bianco e nero.
- Gabriella Sassi vedova Ghidini: novantenne madre di Filippo, che vive in una villetta attigua.
- Mirella Ferri: insegnante di lettere di Lula.
- Bianca Boateng: ventiquattrenne colf nigeriana dei Ghedini.
- Cristófora Gutierrez detta Cris: badante argentina di Gabriella, di sangue misto selknam, spagnolo e veneto.
- Rodolfo Ventura: settantaduenne vedovo, vicino di casa dei Ghedini e padrone del cane Camillo.
- Ornella Linzi: ex infermiera della clinica Maria Cristina di Monza. Essendo zitella e desiderando un figlio, praticò su di sé l'inseminazione artificiale col contenuto di una fiala chiamata L'Avventura, che doveva appartenere a un bellissimo uomo svedese, ignorando che per uno scambio di etichette conteneva in realtà lo sperma di Rodolfo Ventura.
- Stefano Linzi: diciassettenne figlio della precedente.
- Renata detta Kora: prostituta sessantenne, intervistata da Filippo per il suo programma Per strada.
- Miriam Fuschini: collega di Filippo. Ha una trentina d'anni , un tipio, un po' mascolina, e sprizza energia atomica.[2]
- Gianmarco Ippoliti: compagno di scuola di Lula, figlio di un notaio.
- La dottoressa Bertacchini: psicologa di Lula.
- Davide: figlio di Lula.

### Animali
- Nula: giovane femmina di Jack Russell terrier, nata in un allevamento di Gravellona Lomellina.
- Camillo, originariamente Roby: cane meticcio. Nato in una fattoria di Soresina, viene regalato a una famiglia milanese, che al momento di andare in vacanza l'abbandona in un'area di servizio a Casalpusterlengo, dove è raccolto da Rodolfo Ventura.
- Max, Fido e Lena: figli dei precedenti. Filippo aveva proposto inizialmente, tra il serio ed il faceto, di chiamarli Marx, Fidel e Lenin, in ossequio alle sue idee di sinistra.

## Rapporti con altre opere
Il personaggio di Gabriella dice di aver conosciuto da giovane Sirena Colombo, protagonista del precedente romanzo di Pederiali Il Ponte delle Sirenette.
Diverse caratteristiche di Bianca Boateng saranno ripresi ne Il monastero delle consolatrici, per un personaggio chiamato semplicemente Bianca.
Rodolfo Ventura richiama nel nome Rubino Ventura, avventuriero di epoca napoleonica concittadino dell'autore da lui citato in diverse opere, a partire dal romanzo Emiliana.

## Edizioni
- Giuseppe Pederiali, L'amore secondo Nula, Narratori moderni, Milano, Garzanti, 2012,  p. 238, ISBN 978-88-11-68398-8.
- Giuseppe Pederiali, L'amore secondo Nula, Elefanti bestseller, Milano, Garzanti, 2014,  p. 238, ISBN 978-88-11-68735-1.